# 9508 Titurel
9508 Titurel è un asteroide della fascia principale. Scoperto nel 1977, presenta un'orbita caratterizzata da un semiasse maggiore pari a 2,3191891 UA e da un'eccentricità di 0,0497981, inclinata di 4,68928° rispetto all'eclittica.